# Лаперьер, Ян
Ян Лаперье́р (англ. Ian Laperrière; 19 января 1974, Монреаль, Квебек) — профессиональный канадский хоккеист. Амплуа — правый нападающий.
На драфте НХЛ 1992 года был выбран клубом «Сент-Луис Блюз» в 7-м раунде под общим 158-м номером. 28 декабря 1995 года обменян в «Нью-Йорк Рейнджерс». 14 марта 1996 года обменян в «Лос-Анджелес Кингз».
2 июля 2004 года как неограниченно свободный агент подписал контракт с «Колорадо Эвеланш». Провёл в Колорадо четыре сезона.
1 июля 2009 года подписал контракт с клубом «Филадельфия Флайерз». 9 июня 2012 года завершил карьеру.

## Награды
- Наибольшее кол-во передач в QMJHL (96) - 1993
- Обладатель Билл Мастертон Трофи - 2011

## Статистика
```
                                            --- Regular Season ---  ---- Playoffs ----
Season   Team                        Lge    GP    G    A  Pts  PIM  GP   G   A Pts PIM
--------------------------------------------------------------------------------------
1990-91  Drummondville Voltigeurs    QMJHL  65   19   29   48  117  14   2   9  11  48
1991-92  Drummondville Voltigeurs    QMJHL  70   28   49   77  160
1992-93  Drummondville Voltigeurs    QMJHL  60   44   96  140  188
1993-94  Drummondville Voltigeurs    QMJHL  62   41   72  113  150
1993-94  St. Louis Blues             NHL     1    0    0    0    0  --  --  --  --  --
1993-94  Peoria Rivermen             IHL    --   --   --   --   --   5   1   3   4   2
1994-95  Peoria Rivermen             IHL    51   16   32   48  111  --  --  --  --  --
1994-95  St. Louis Blues             NHL    37   13   14   27   85   7   0   4   4  21
1995-96  Worcester IceCats           AHL     3    2    1    3   22  --  --  --  --  --
1995-96  St. Louis Blues             NHL    33    3    6    9   87  --  --  --  --  --
1995-96  New York Rangers            NHL    28    1    2    3   53  --  --  --  --  --
1995-96  Los Angeles Kings           NHL    10    2    3    5   15  --  --  --  --  --
1996-97  Los Angeles Kings           NHL    62    8   15   23  102  --  --  --  --  --
1997-98  Los Angeles Kings           NHL    77    6   15   21  131   4   1   0   1   6
1998-99  Los Angeles Kings           NHL    72    3   10   13  138  --  --  --  --  --
1999-00  Los Angeles Kings           NHL    79    9   13   22  185   4   0   0   0   2
2000-01  Los Angeles Kings           NHL    79    8   10   18  141  13   1   2   3  12
2001-02  Los Angeles Kings           NHL    81    8   14   22  125   7   0   1   1   9
2002-03  Los Angeles Kings           NHL    73    7   12   19  122  --  --  --  --  --
2003-04  Los Angeles Kings           NHL    62   10   12   22   58  --  --  --  --  --
2005-06  Colorado Avalanche          NHL    82   21   24   45  116   9   0   1   1  27
2006-07  Colorado Avalanche          NHL    81    8   21   29  133  --  --  --  --  --
2007-08  Colorado Avalanche          NHL    70    4   15   19  140  10   1   1   2  19
2008-09  Colorado Avalanche          NHL    74    7   12   19  163   9   0   1   1  27
2009-10  Philadelphia Flyers         NHL    82    3   17   20  162  13   0   1   1   6
--------------------------------------------------------------------------------------
         NHL Totals                       1083  121  215  336 1956  67   3  10  13 102

```